# Tomoplagia ovalipalpis
Tomoplagia ovalipalpis är en tvåvingeart som beskrevs av Aczel 1955. Tomoplagia ovalipalpis ingår i släktet Tomoplagia och familjen borrflugor. Inga underarter finns listade i Catalogue of Life.